# مهدي دغاغله
مهدي دغاغله (بالفارسية: مهدی دغاغله) (مواليد 30 يناير 1990م في إيران)، لاعب كرة قدم إيراني . وهو يلعب لصالح نادي ملوان في دوري المحترفين الإيراني في عام 2010.